# Khoa học nhân văn
Khoa học nhân văn hay khoa học nhân loại (tiếng Anh: Human science) là ngành khoa học nghiên cứu các khía cạnh triết học, sinh học, xã hội và văn hóa của đời sống con người. Mục đích của khoa học nhân văn là mở rộng hiểu biết của chúng ta về thế giới con người thông qua cách tiếp cận liên ngành rộng lớn. Nó bao gồm nhiều lĩnh vực: lịch sử, triết học, xã hội học, tâm lý học, nghiên cứu công lý, sinh học tiến hóa, hóa sinh, khoa học thần kinh, văn hóa dân gian và nhân loại học. Các ngành này tham gia nghiên cứu và giải thích các trải nghiệm, hoạt động, cấu trúc và hiện vật liên quan đến con người. Các nghiên cứu về khoa học nhân văn đã mở rộng và khai sáng kiến thức của con người về sự tồn tại của họ, mối quan hệ qua lại của con người với các loài và hệ thống khác, và sự phát triển của các tạo tác để duy trì biểu hiện và suy nghĩ của con người . Đó là nghiên cứu về các hiện tượng của con người. Nghiên cứu về kinh nghiệm của con người là lịch sử và hiện tại trong tự nhiên. Nó đòi hỏi phải đánh giá và giải thích kinh nghiệm lịch sử của con người và phân tích hoạt động hiện tại của con người để hiểu được các hiện tượng của con người và đưa ra các phác thảo về sự tiến hóa của con người. Khoa học nhân văn là sự phê bình khách quan, có hiểu biết về sự tồn tại của con người và cách nó liên quan đến thực tế.
Khoa học nhân văn cơ bản là mối quan hệ giữa các phương thức điều tra nhân văn khác nhau trong các lĩnh vực như lịch sử, xã hội học, văn hóa dân gian, nhân loại học và kinh tế, và những tiến bộ trong những lĩnh vực như di truyền học, sinh học tiến hóa và khoa học xã hội nhằm mục đích hiểu cuộc sống của chúng ta trong một thế giới thay đổi nhanh chóng. Việc sử dụng một phương pháp luận thực nghiệm bao gồm trải nghiệm tâm lý trái ngược với cách tiếp cận thuần túy thực chứng điển hình của khoa học tự nhiên, trong đó loại trừ tất cả các phương pháp không chỉ dựa trên các quan sát cảm quan. Các cách tiếp cận hiện đại trong khoa học nhân văn tích hợp sự hiểu biết về cấu trúc, chức năng và sự thích nghi của con người với sự khám phá rộng hơn về ý nghĩa của con người. Thuật ngữ này cũng được sử dụng để phân biệt không chỉ nội dung của một lĩnh vực nghiên cứu với nội dung của khoa học tự nhiên, mà còn cả phương pháp luận của nó.